# Neoconocephalus
Neoconocephalus is een geslacht van rechtvleugeligen uit de familie van de sabelsprinkhanen (Tettigoniidae). De wetenschappelijke naam van dit geslacht is voor het eerst geldig gepubliceerd in 1907 door Heinrich Hugo Karny.

## Soorten
Het geslacht Neoconocephalus omvat de volgende soorten:
- Neoconocephalus aduncus Scudder, 1878
- Neoconocephalus affinis Beauvois, 1805
- Neoconocephalus alienus Walker, 1869
- Neoconocephalus americanus Karny, 1907
- Neoconocephalus anodon Redtenbacher, 1891
- Neoconocephalus argentinus Redtenbacher, 1891
- Neoconocephalus aries Scudder, 1878
- Neoconocephalus assimilis Karny, 1907
- Neoconocephalus bivocatus Walker, Whitesell & Alexander, 1973
- Neoconocephalus bolivari Redtenbacher, 1891
- Neoconocephalus boraceae Piza, 1952
- Neoconocephalus boraceanus Piza, 1983
- Neoconocephalus brachypterus Redtenbacher, 1891
- Neoconocephalus brevis Redtenbacher, 1891
- Neoconocephalus brunneri Redtenbacher, 1891
- Neoconocephalus carbonarius Redtenbacher, 1891
- Neoconocephalus carinatus Redtenbacher, 1891
- Neoconocephalus caudellianus Davis, 1905
- Neoconocephalus chapadensis Bruner, 1915
- Neoconocephalus colligatus Walker, 1869
- Neoconocephalus colorificus Walker, 1869
- Neoconocephalus conifrons Redtenbacher, 1891
- Neoconocephalus conspersus Redtenbacher, 1891
- Neoconocephalus corumbaensis Piza, 1969
- Neoconocephalus creusae Piza, 1970
- Neoconocephalus curitibensis Piza, 1952
- Neoconocephalus cylindricus Karny, 1907
- Neoconocephalus dispar Karny, 1907
- Neoconocephalus elongatus Redtenbacher, 1891
- Neoconocephalus ensifer Bolívar, 1884
- Neoconocephalus ensiger Harris, 1841
- Neoconocephalus exaltatus Walker, 1869
- Neoconocephalus exiliscanorus Davis, 1887
- Neoconocephalus ferreirai Piza, 1971
- Neoconocephalus finitimus Karny, 1907
- Neoconocephalus flavirostris Redtenbacher, 1891
- Neoconocephalus fratellus Griffini, 1899
- Neoconocephalus fuscinervis Redtenbacher, 1891
- Neoconocephalus gaucho Piza, 1969
- Neoconocephalus giganticus Bruner, 1915
- Neoconocephalus gladiator Redtenbacher, 1891
- Neoconocephalus globiceps Karny, 1907
- Neoconocephalus globifer Redtenbacher, 1891
- Neoconocephalus globifrons Karny, 1907
- Neoconocephalus globosus Karny, 1907
- Neoconocephalus gracilipes Bolívar, 1884
- Neoconocephalus guyvalerioi Piza, 1972
- Neoconocephalus harti Karny, 1909
- Neoconocephalus ichneumoneus Bolívar, 1884
- Neoconocephalus incertus Piza, 1958
- Neoconocephalus infuscatus Scudder, 1875
- Neoconocephalus irroratus Burmeister, 1838
- Neoconocephalus karollenkoi Piza, 1983
- Neoconocephalus kraussi Redtenbacher, 1891
- Neoconocephalus lancifer Burmeister, 1838
- Neoconocephalus lavrensis Piza, 1971
- Neoconocephalus longicauda Karny, 1907
- Neoconocephalus longifossor Bruner, 1915
- Neoconocephalus lyristes Rehn & Hebard, 1905
- Neoconocephalus maculosus Redtenbacher, 1891
- Neoconocephalus major Karny, 1907
- Neoconocephalus matogrossensis Piza, 1983
- Neoconocephalus maxillosus Fabricius, 1775
- Neoconocephalus maximus Karny, 1907
- Neoconocephalus melanorhinus Rehn & Hebard, 1907
- Neoconocephalus meridionalis Kirby, 1906
- Neoconocephalus mexicanus Saussure, 1859
- Neoconocephalus minor Karny, 1907
- Neoconocephalus monoceros Stoll, 1813
- Neoconocephalus nebrascensis Bruner, 1891
- Neoconocephalus necessarius Redtenbacher, 1891
- Neoconocephalus nigricans Redtenbacher, 1891
- Neoconocephalus nigromaculatus Redtenbacher, 1891
- Neoconocephalus nigrosignatus Karny, 1907
- Neoconocephalus occidentalis Saussure, 1859
- Neoconocephalus pahayokee Walker & Whitesell, 1978
- Neoconocephalus palustris Blatchley, 1893
- Neoconocephalus paravicinus Piza, 1973
- Neoconocephalus parvus Redtenbacher, 1891
- Neoconocephalus pichinchae Bolívar, 1881
- Neoconocephalus pinicola Walker & Greenfield, 1983
- Neoconocephalus pipulus Walker & Greenfield, 1983
- Neoconocephalus prasinus Redtenbacher, 1891
- Neoconocephalus precarius Piza, 1975
- Neoconocephalus procerus Redtenbacher, 1891
- Neoconocephalus productus Karny, 1907
- Neoconocephalus proximus Redtenbacher, 1891
- Neoconocephalus puiggarii Bolívar, 1884
- Neoconocephalus pulcher Karny, 1907
- Neoconocephalus pullus Karny, 1907
- Neoconocephalus punctipes Redtenbacher, 1891
- Neoconocephalus purpurascens Walker, 1869
- Neoconocephalus redtenbacheri Karny, 1907
- Neoconocephalus restrictus Walker, 1869
- Neoconocephalus retusiformis Walker & Greenfield, 1983
- Neoconocephalus retusus Scudder, 1878
- Neoconocephalus rioclarensis Piza, 1975
- Neoconocephalus riparius Piza, 1983
- Neoconocephalus robustus Scudder, 1862
- Neoconocephalus rufescens Redtenbacher, 1891
- Neoconocephalus rugosicollis Bolívar, 1881
- Neoconocephalus saturatus Griffini, 1899
- Neoconocephalus scudderii Bolívar, 1881
- Neoconocephalus similis Karny, 1907
- Neoconocephalus simulator Walker, 1869
- Neoconocephalus spiniger Redtenbacher, 1891
- Neoconocephalus spitzi Piza, 1983
- Neoconocephalus spiza Walker & Greenfield, 1983
- Neoconocephalus stigmaticus Karny, 1907
- Neoconocephalus subulatus Bolívar, 1881
- Neoconocephalus susurrator Walker & Greenfield, 1983
- Neoconocephalus tenuicauda Scudder, 1869
- Neoconocephalus testaceus Redtenbacher, 1891
- Neoconocephalus triops Linnaeus, 1758
- Neoconocephalus trochiceps Karny, 1907
- Neoconocephalus truncatirostris Redtenbacher, 1891
- Neoconocephalus tuberculatus De Geer, 1773
- Neoconocephalus tumidus Karny, 1907
- Neoconocephalus velox Rehn & Hebard, 1914
- Neoconocephalus vernalis Kirby, 1890
- Neoconocephalus vicinus Karny, 1907
- Neoconocephalus virescens Karny, 1907
- Neoconocephalus viridis Redtenbacher, 1891
- Neoconocephalus vittatus Piza, 1973
- Neoconocephalus vittifrons Redtenbacher, 1891
- Neoconocephalus vittipennis Walker, 1869
- Neoconocephalus xiphias Saint-Fargeau & Serville, 1825
- Neoconocephalus xiphophorus Piza, 1975